# Adipocit
Adipocitele, denumite și lipocite și celule grase, sunt celulele care alcătuiesc țesutul adipos, fiind specializate în depozitarea energiei sub formă de grăsime. Adipocitele sunt derivate din celule stem mezenchimale, care dau naștere adipocitelor prin procesul de adipogeneză. În culturile celulare, progenitorii de adipocite pot forma și osteoblaste, miocite și alte tipuri de celule. Există două tipuri de țesut adipos (alb și brun), acestea fiind compuse din două tipuri de adipocite.